# Église Saint-Michel-Archange de Ladomirová
Pour les articles homonymes, voir Église Saint-Michel.
L'église Saint-Michel-Archange est une église grecque-catholique située dans le village de Ladomirová.

## Histoire
Une église primitive est mentionnée à cet emplacement en 1600. L'église actuelle fut construite en bois en 1742. 
Le 7 juillet 2008, l'église fut inscrite avec sept autres monuments du même type au patrimoine mondial de l'UNESCO sous la dénomination d'Églises en bois de la partie slovaque de la zone des Carpates.